# Thrixopelma kimraykawsaki
Espèce
Thrixopelma kimraykawsaki est une espèce d'araignées mygalomorphes de la famille des Theraphosidae.

## Distribution
Cette espèce est endémique de la région d'Apurímac au Pérou,. Elle se rencontre vers Cconoc.

## Description
Le mâle holotype mesure 42,75 mm et la femelle paratype 34,06 mm.

## Systématique et taxinomie
Cette espèce a été décrite par Signorotto, Ferretti, Chaparro, Ochoa et West en 2025.

## Publication originale
- Signorotto, Ferretti, Chaparro, Ochoa & West, 2025 : « The genus Thrixopelma Schmidt, 1994 from Peru: redescription of the male of T. ockerti Schmidt, 1994 (Araneae: Theraphosidae: Theraphosinae), and a new species. » Arachnology, vol. 20, no 1, p. 107-114.